# آلن بومونت (بازیکن فوتبال)
آلن بومونت (انگلیسی: Alan Beaumont; ۹ ژانویهٔ ۱۹۲۷ – ۱۹۹۹ (۷۱−۷۲ سال)) بازیکن فوتبال اهل بریتانیا بود.